# Audi S et RS

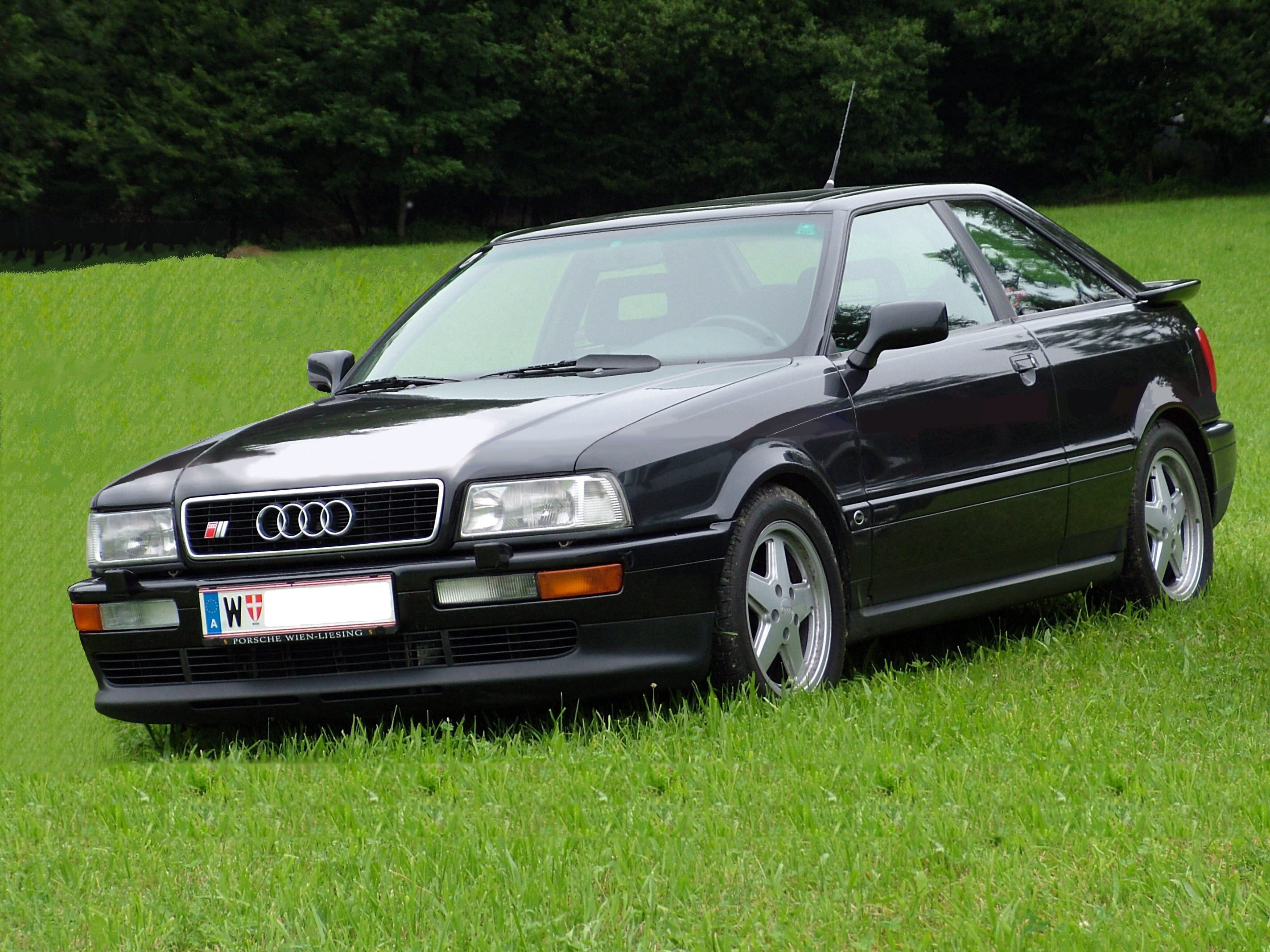
Audi S2.

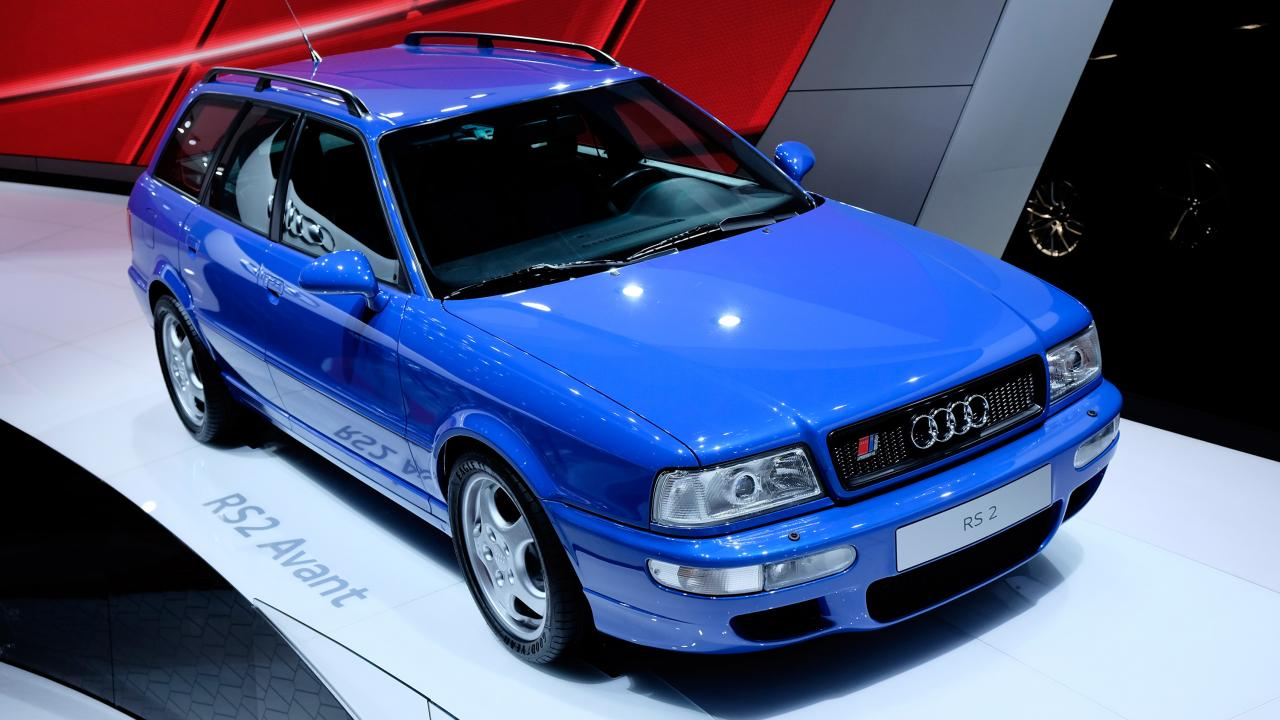
Audi RS2.

Audi S et RS est une série de modèles d'auto sportive. Produit par une division du constructeur automobile Audi AG, Audi Sport GmbH à Neckarsulm, en Allemagne.
La production des voitures "S" Audi a commencé en 1990 avec la S2 Coupé, tandis que la première voiture "RS" est apparue quatre ans plus tard avec l'Audi RS2 Avant.
Tous les modèles S et RS sont équipés de quatre roues motrices "Quattro".

## Histoire
L’histoire des modèles routiers des voitures de course Audi a commencé dans les années 80. des modèles Audi Quattro et Audi Sport Quattro de la société Audi AG à Ingolstadt . En 1983, la société Quattro GmbH a été fondée (à partir de novembre 2016, "Audi Sport GmbH") dans la ville de Neckarsulm. En 1990, il est apparu sur la base du modèle sport Audi 80 modèle S2 en tant que récepteur Audi Quattro, mais déjà sous la conception de la série "S" du nom et avec une capacité de 220 ch. Et en 1994, le modèle Audi RS2 Avant encore plus puissant était basé sur le modèle de développement commun Audi 80 d'Audi et de Porsche avec 315 ch. Le modèle était équipé de composants Porsche. Comme en 1973, Audi a développé avec Porsche un prototype basé sur l’Audi 100 Coupé S, produite en 1968, d’une puissance de 112 ch. la classe "Grand tourisme" . qui porte le nom "100 Coupé S V3" et est équipé d’un moteur V8 d’une puissance de 350 ch.

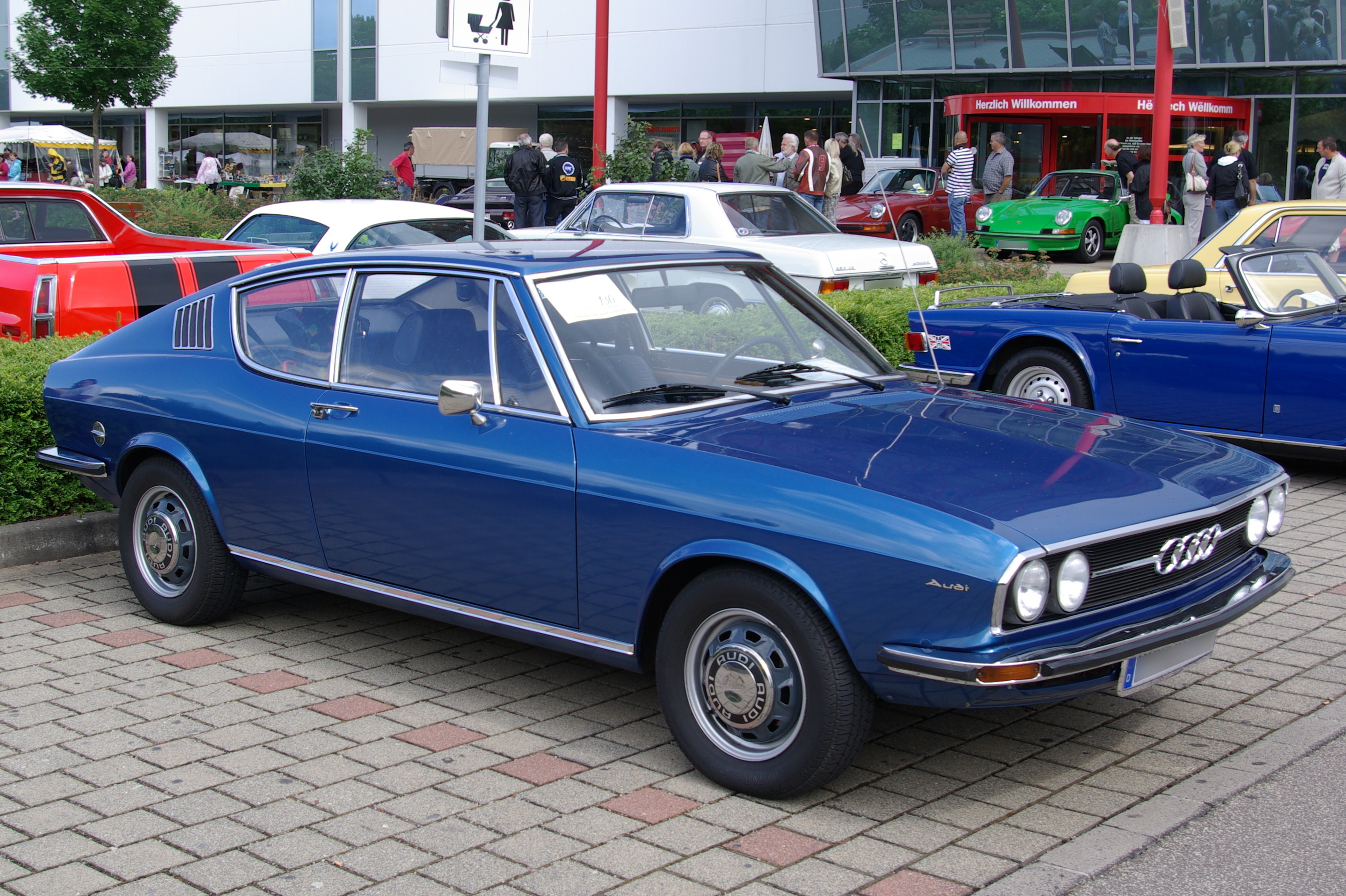
1969 Audi 100 Coupé S
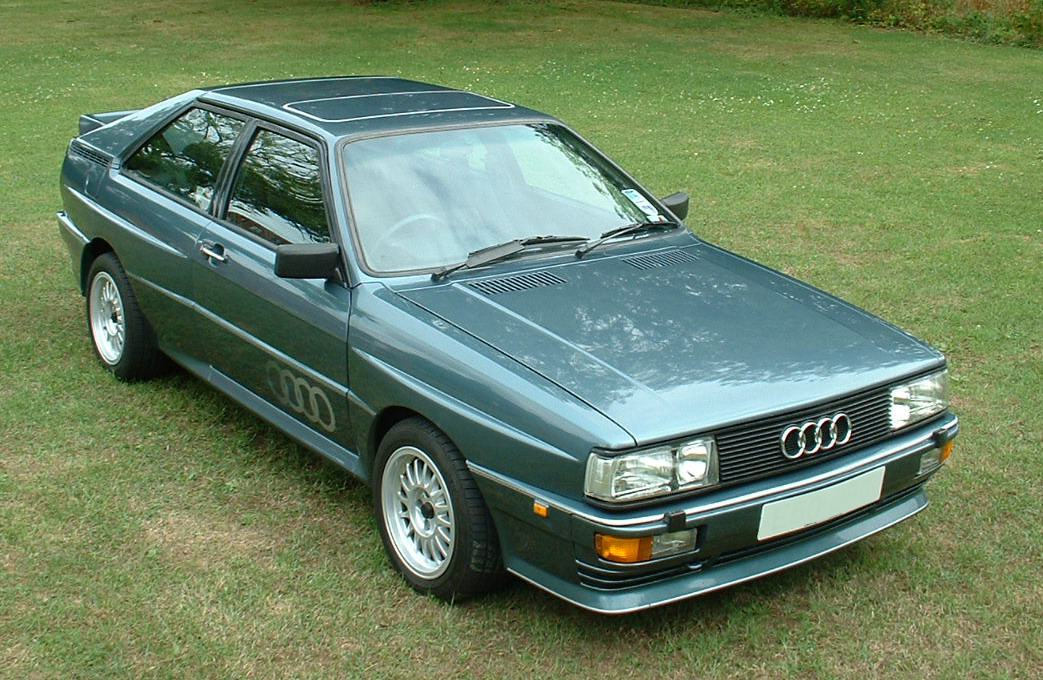
1980 Audi Quattro
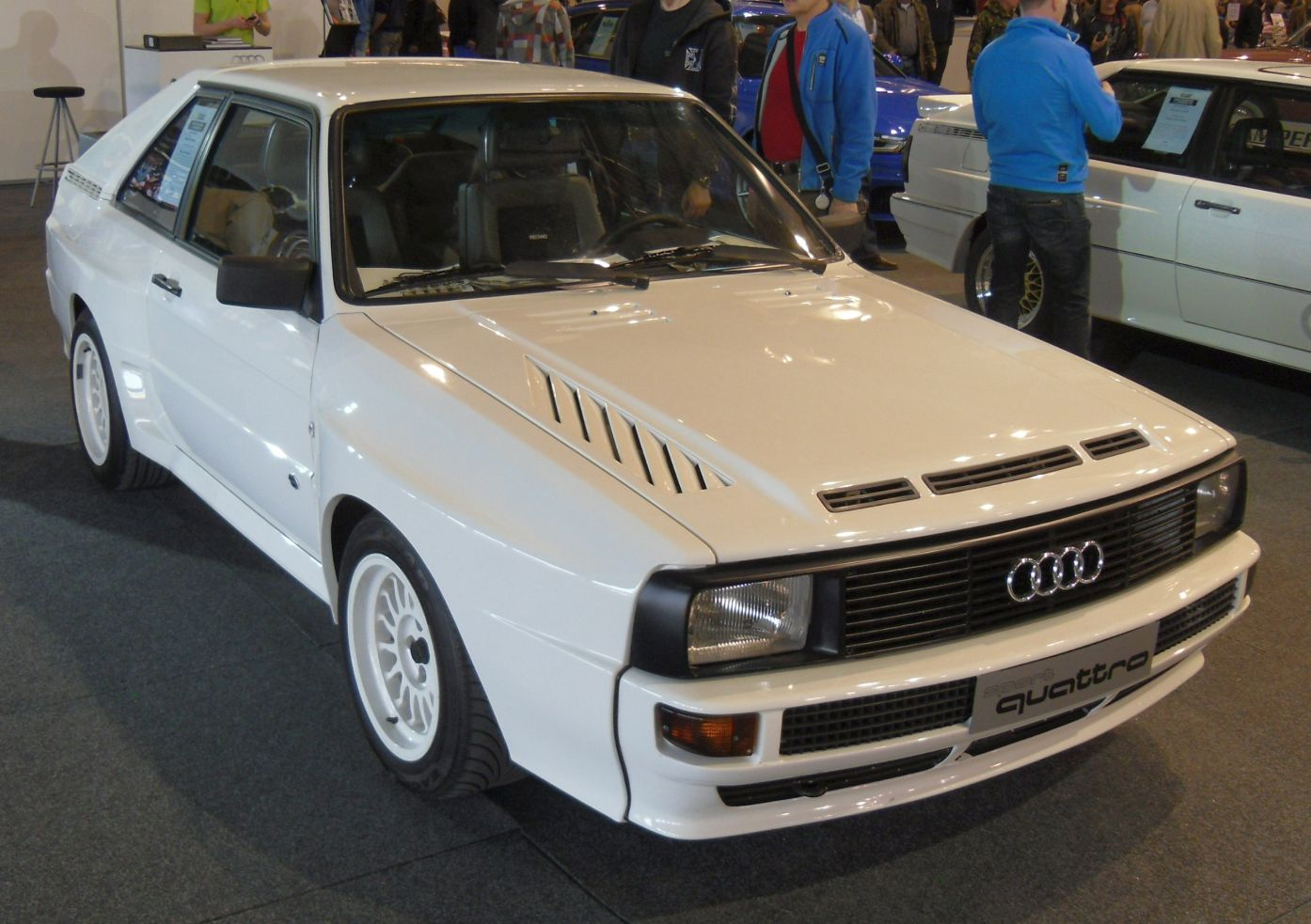
1984 Audi Sport Quattro

Depuis 1994, le développement des séries sportives Audi S et RS a été lancé directement par Quattro GmbH (Audi Sport GmbH)

## Série S
La série "S" est une série de modèles sportifs qui dérivent de la ligne principale "A" avec un moteur et une transmission plus puissants, des suspensions sportives et des finitions extérieures et intérieures.

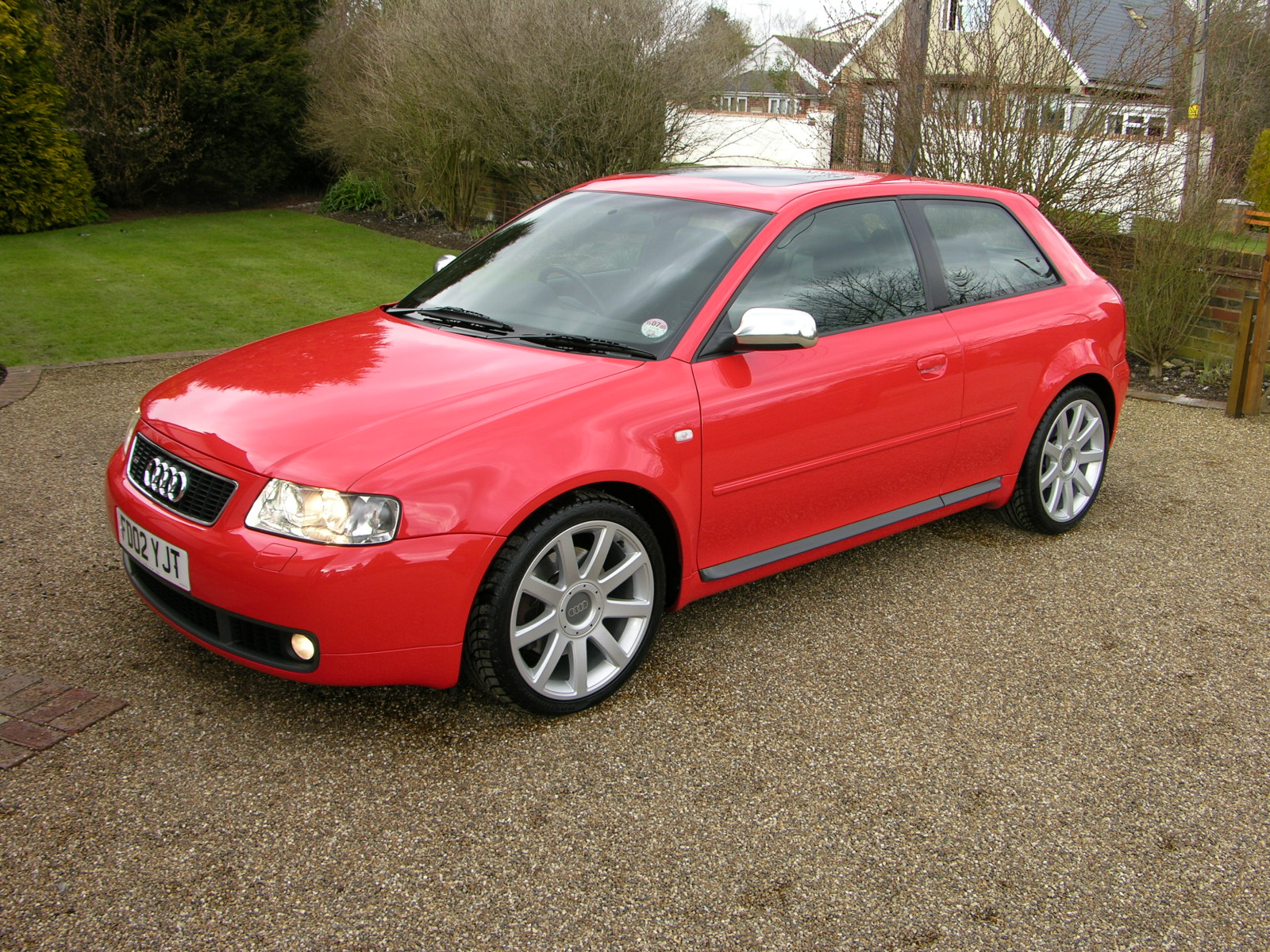
Audi S3
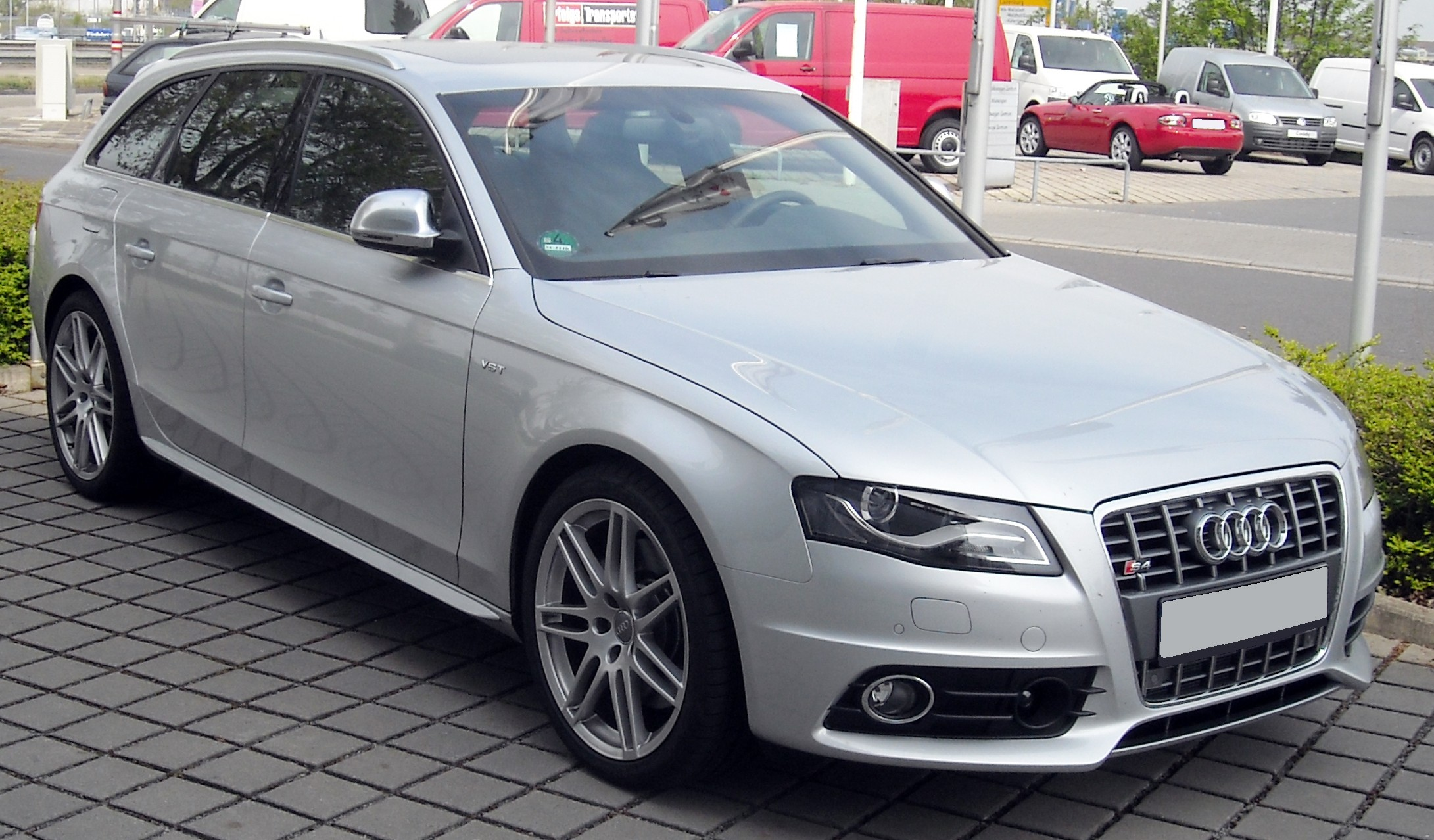
Audi S4
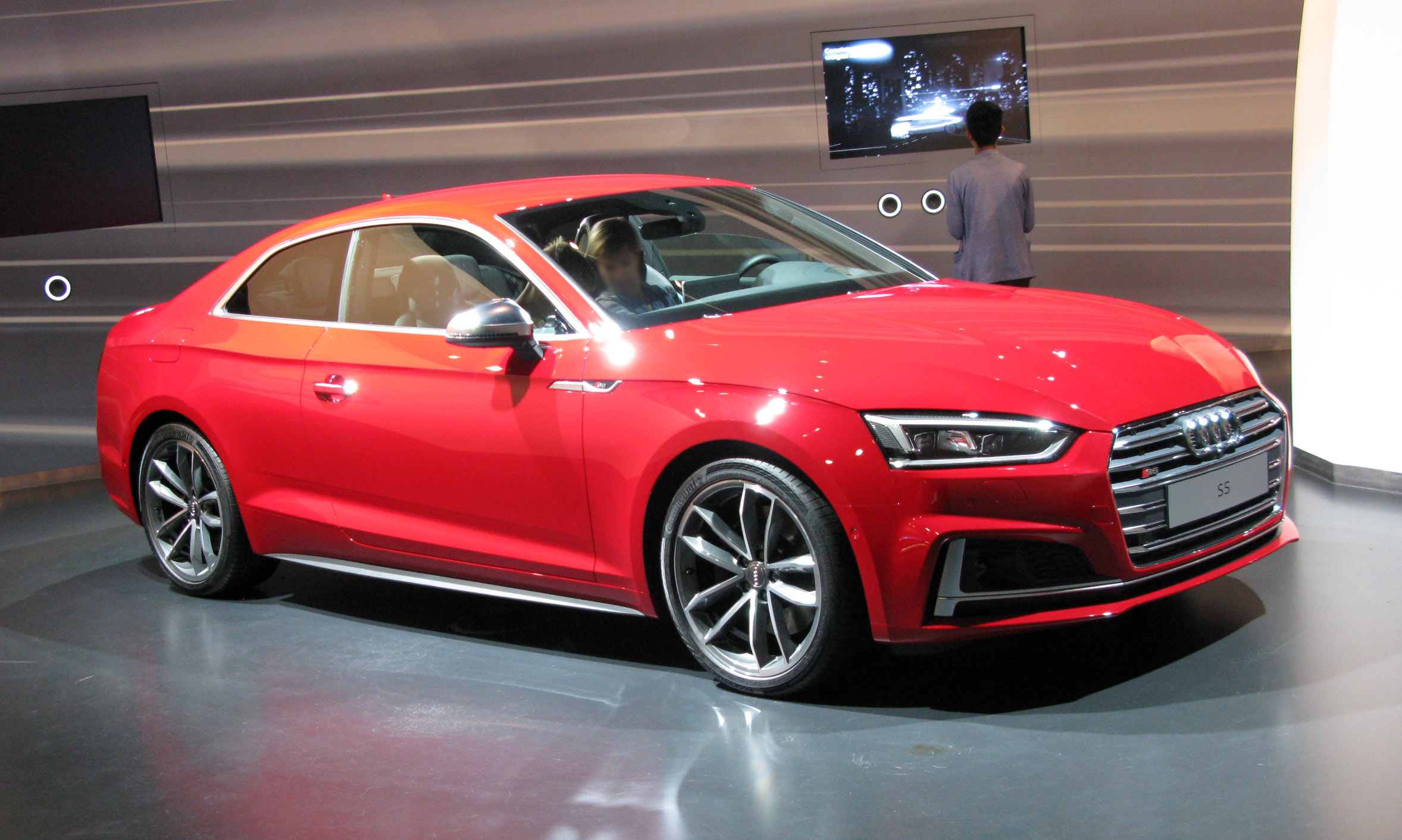
Audi S5
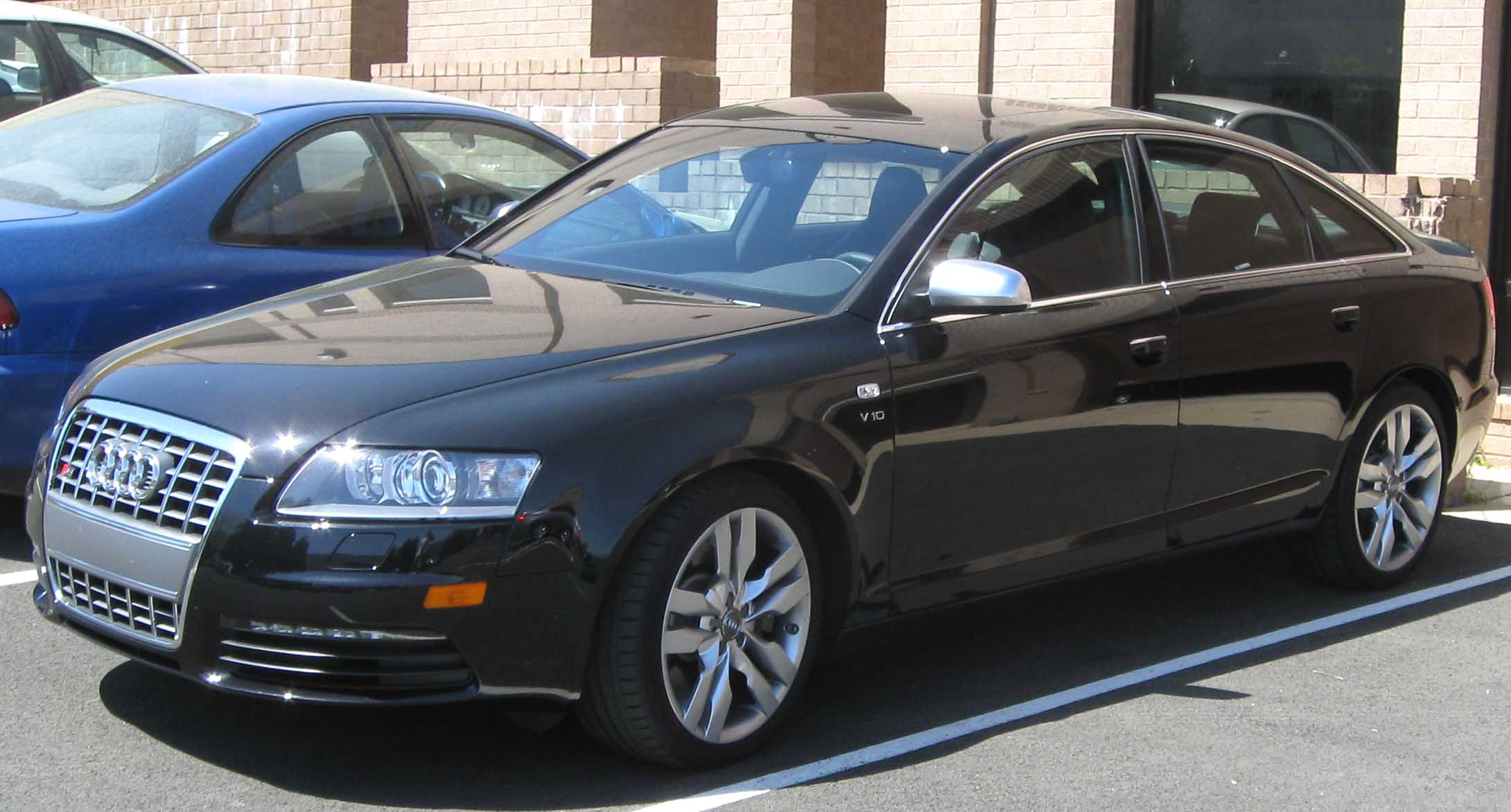
Audi S6
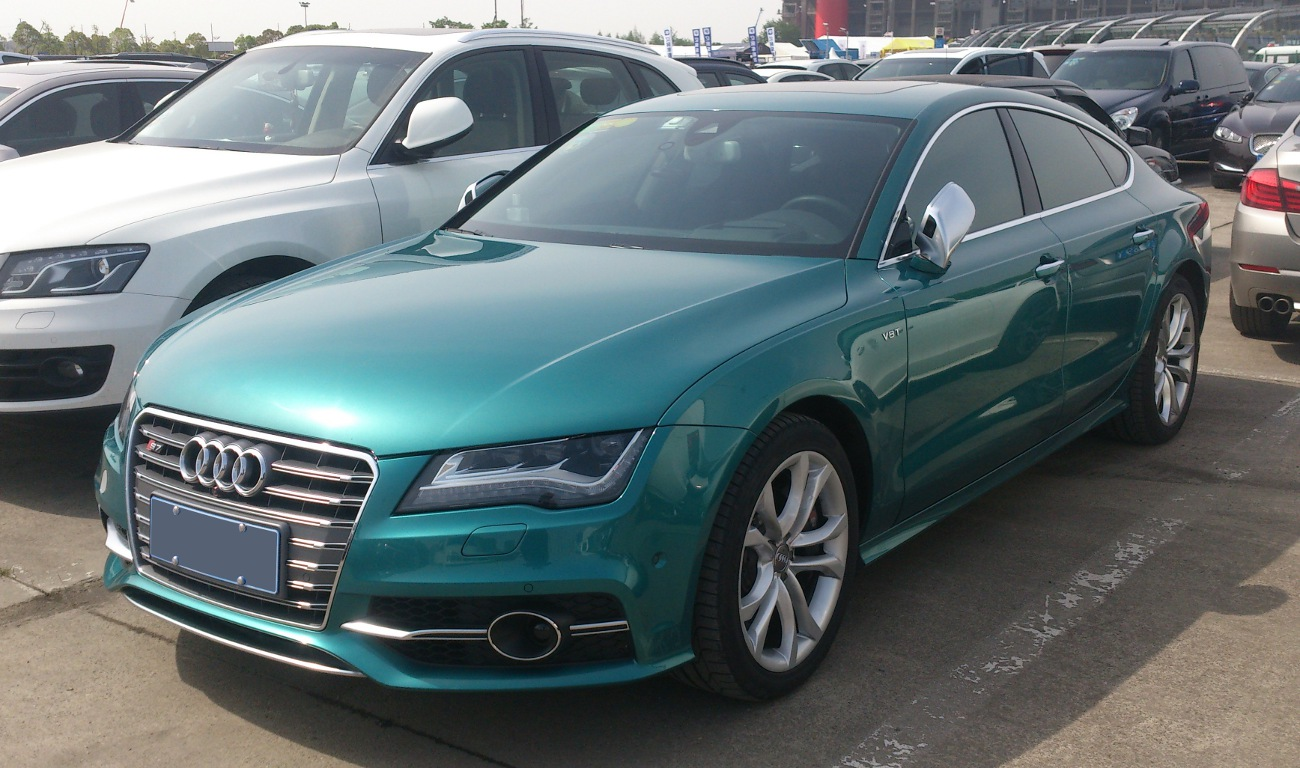
Audi S7
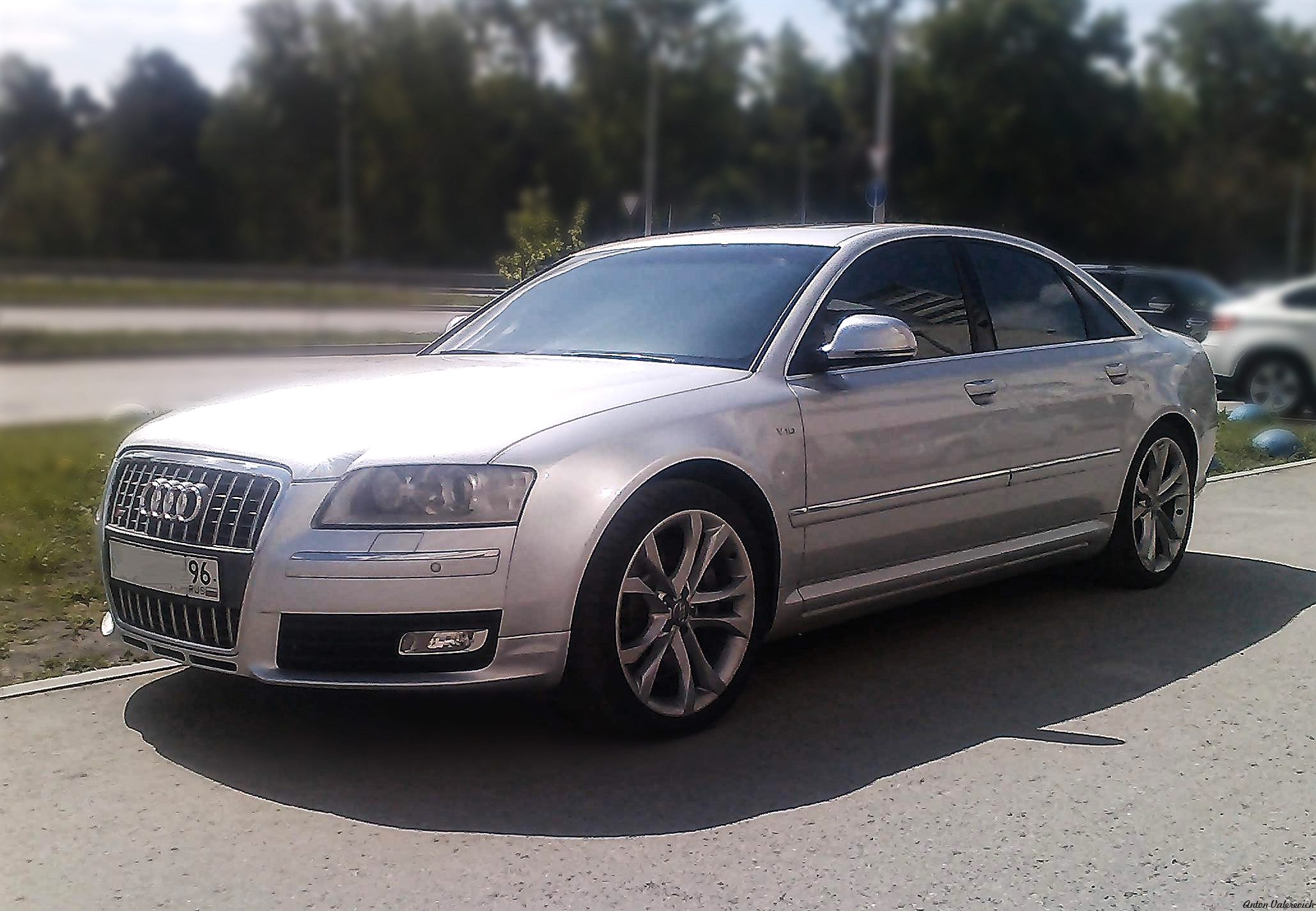
Audi S8

## Série RS
la série "RS" est une série de modèles sportifs encore plus puissants que la série "S".

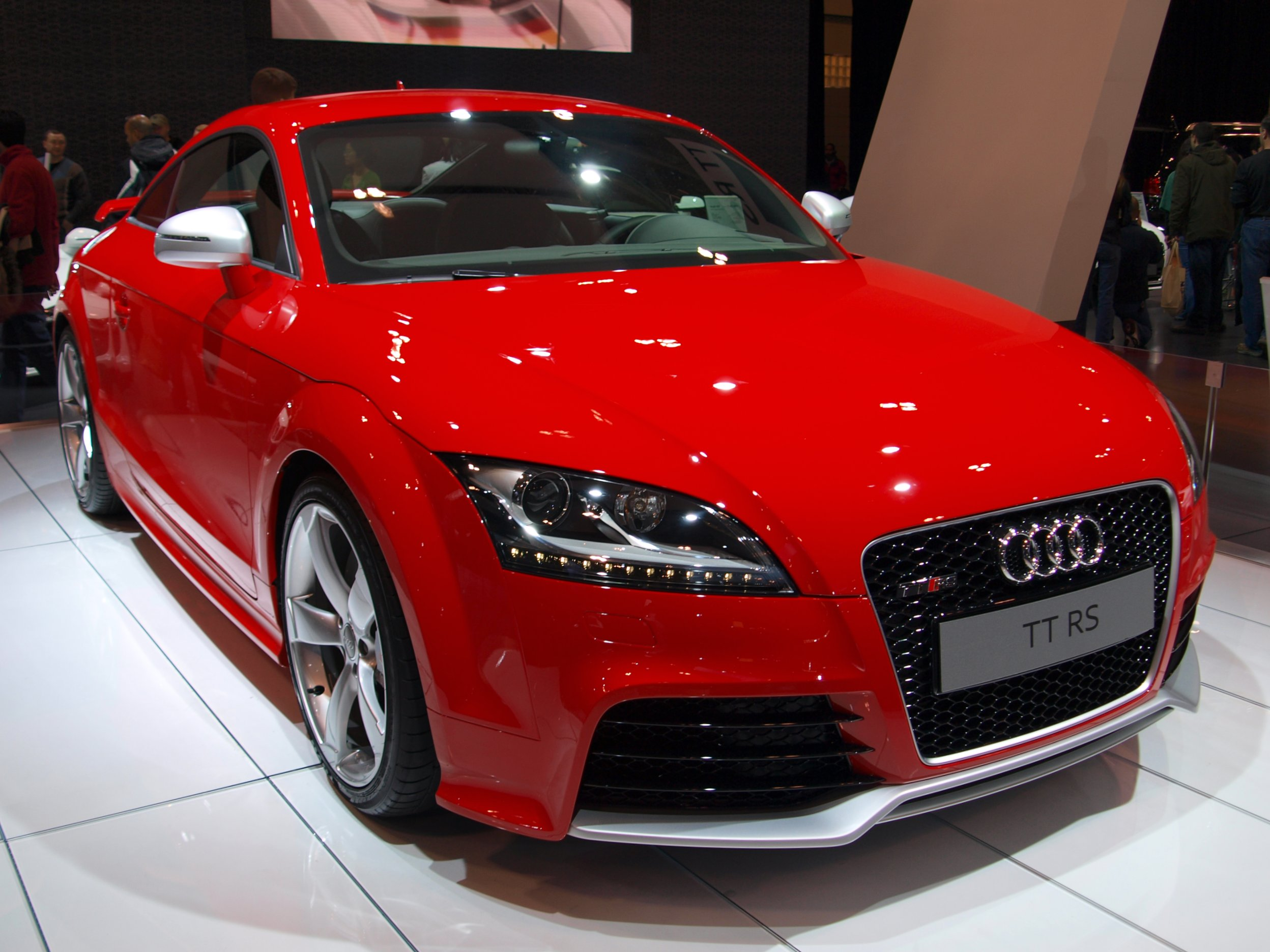
Audi TT RS
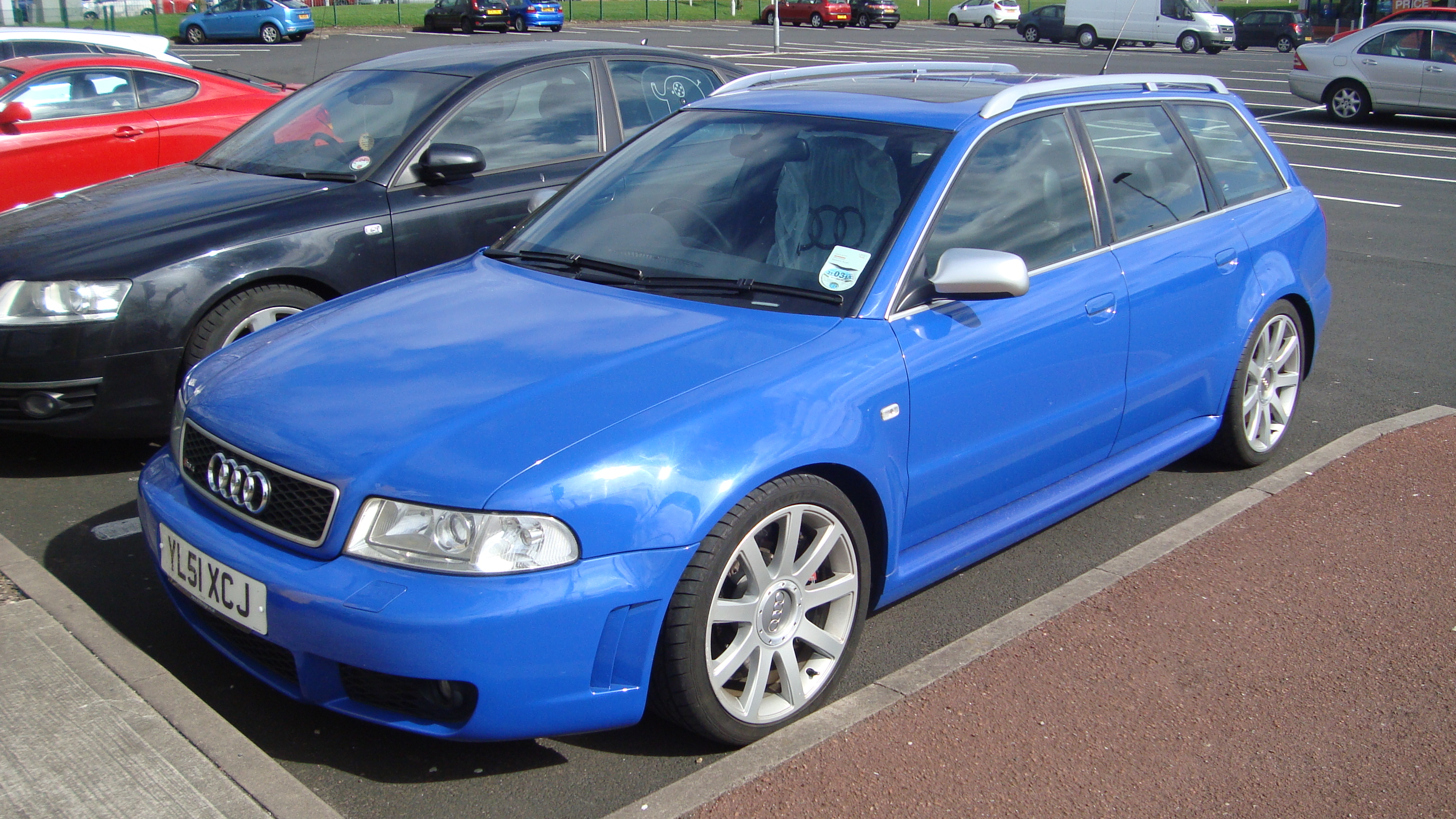
Audi RS 4
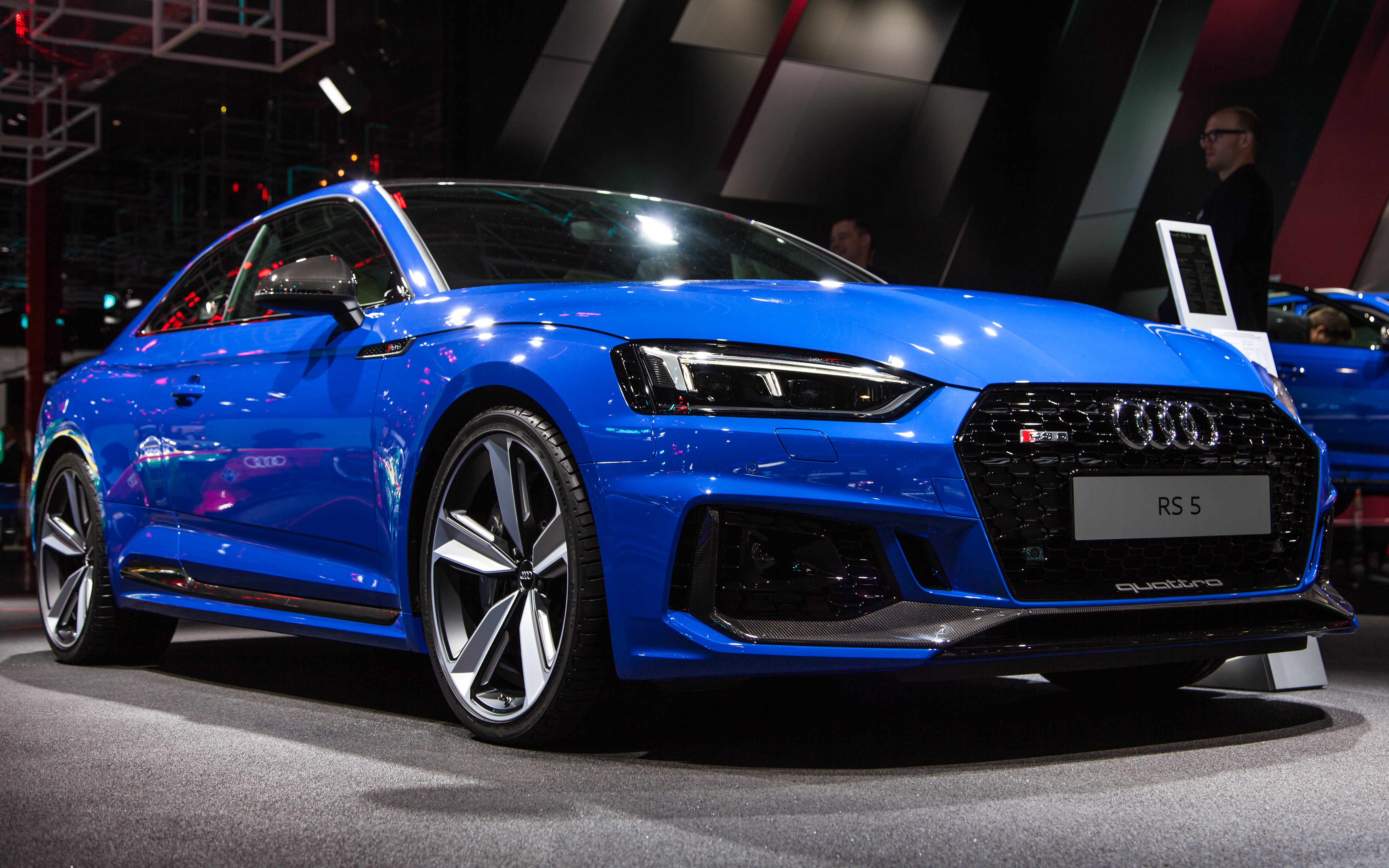
Audi RS 5
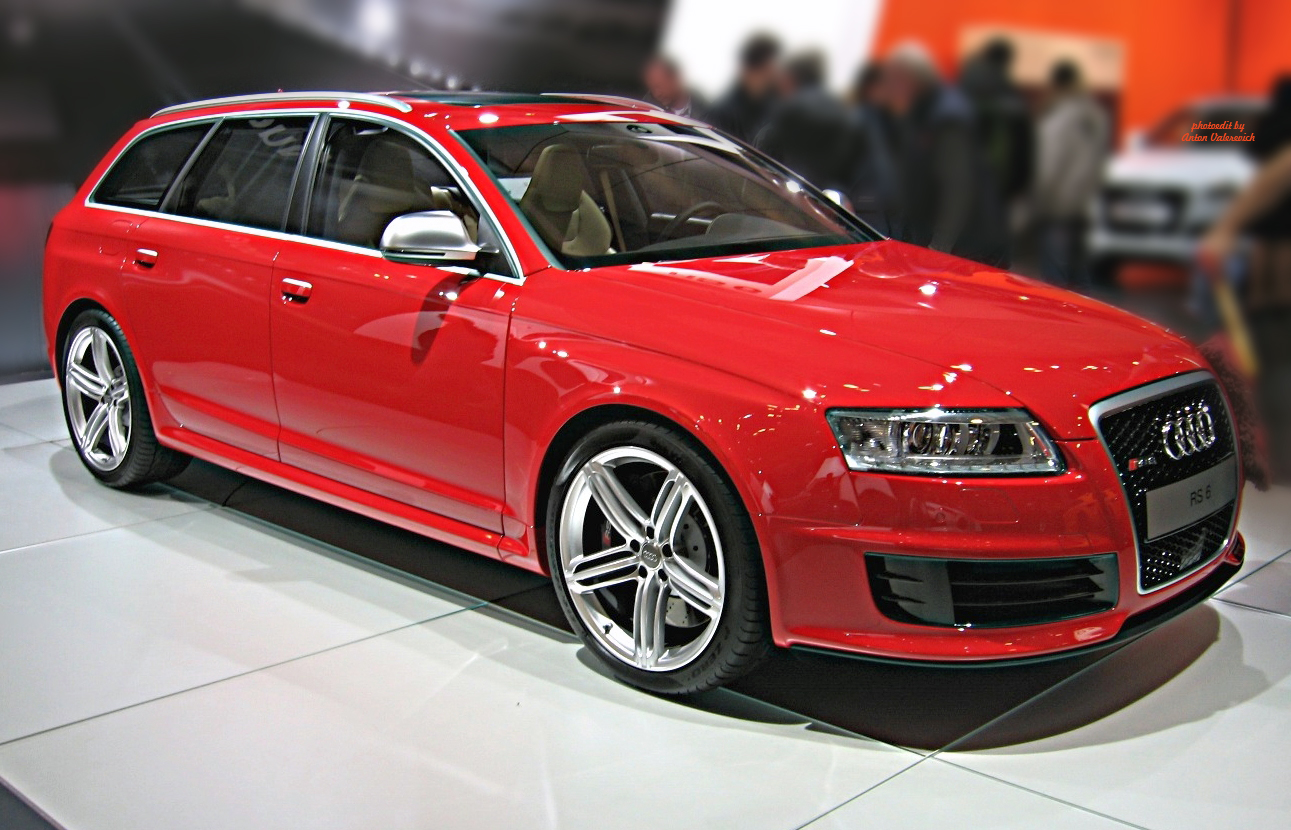
Audi RS 6
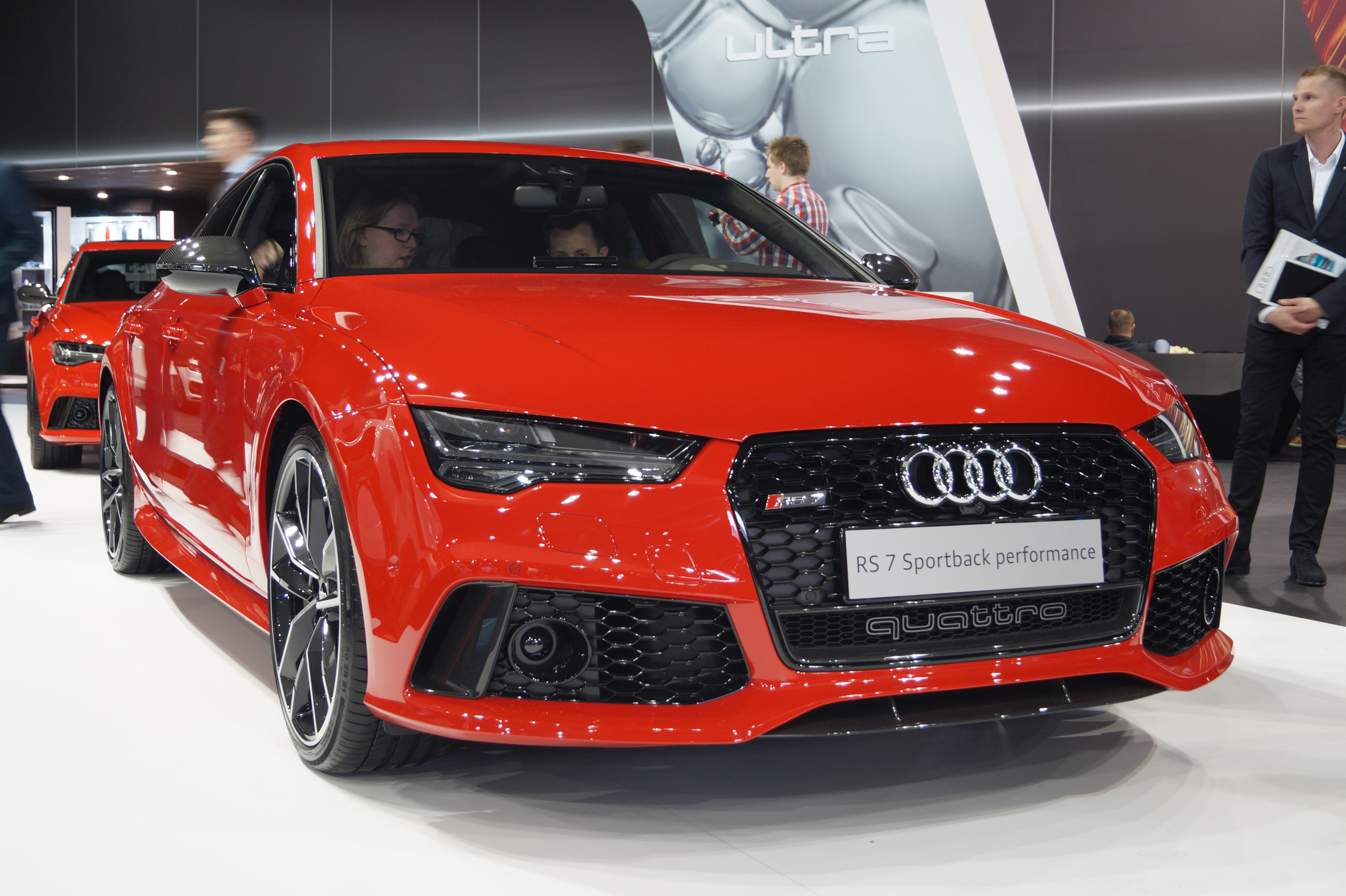
Audi RS 7
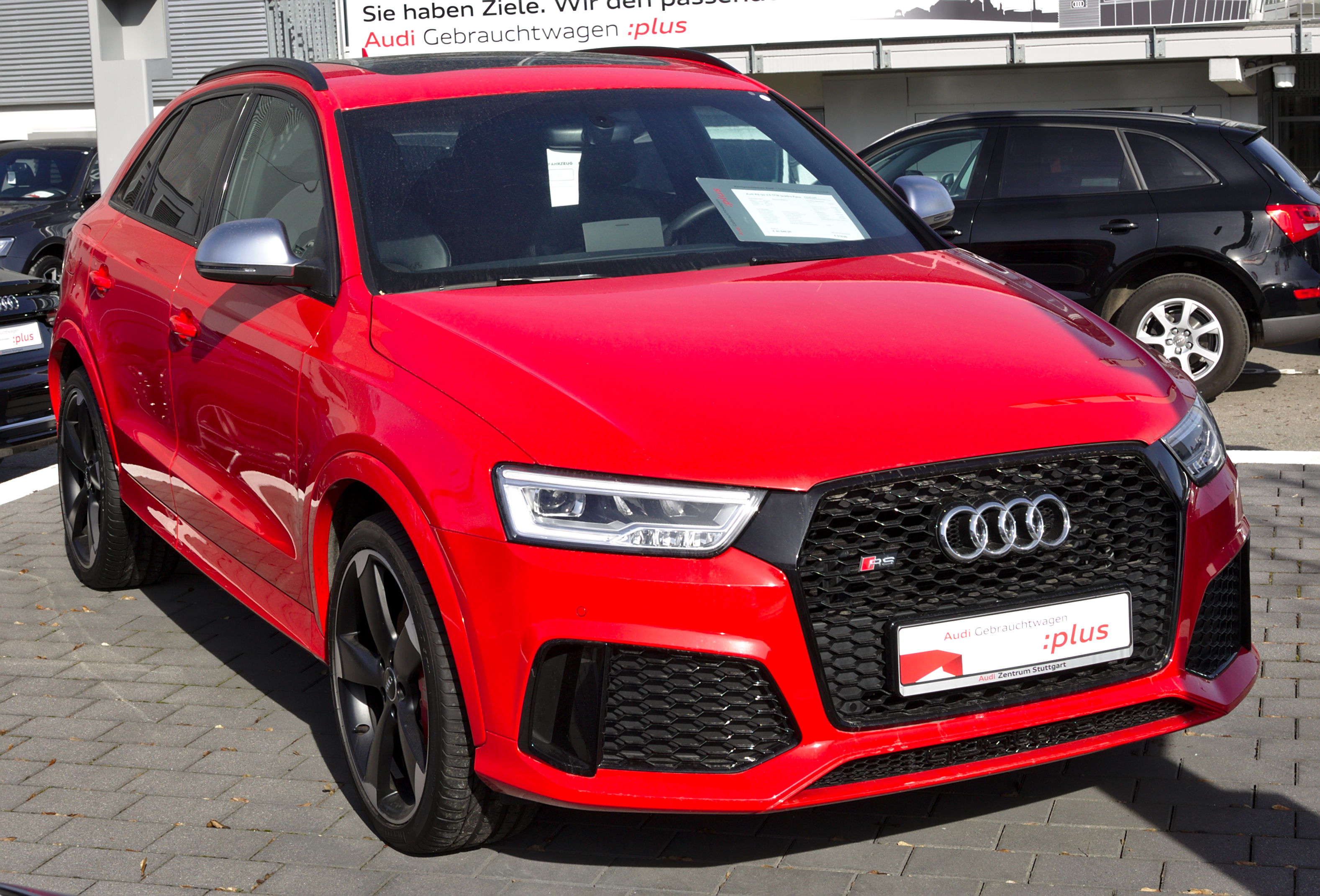
Audi RS Q3